# بی‌اچ‌اف کلاینورت بنسون گروپ
بی‌اچ‌اف کلاینورت بنسون گروپ (به انگلیسی: BHF Kleinwort Benson Group) (در سابق: آر اچ جی اینترنشنال) یک گروه خدمات مالی با فعالیت‌های اصلی در مدیریت ثروت، مدیریت دارایی و بانکی در فهرست یورونکست بلژیک می‌باشد. این شرکت در سال ۲۰۱۶ به دو شرکت آموندی و سوسیته ژنرال فروخته شد. 